# اچ‌دی ۳۴۹۸۹
اچ‌دی ۳۴۹۸۹ (انگلیسی: HD 34989) یک ستاره آبی-سفید در دنباله اصلی، با قدر ظاهری ۵.۸۰، در صورت فلکی شکارچی است و ۱۷۰۰ سال نوری از سامانه خورشیدی فاصله دارد.

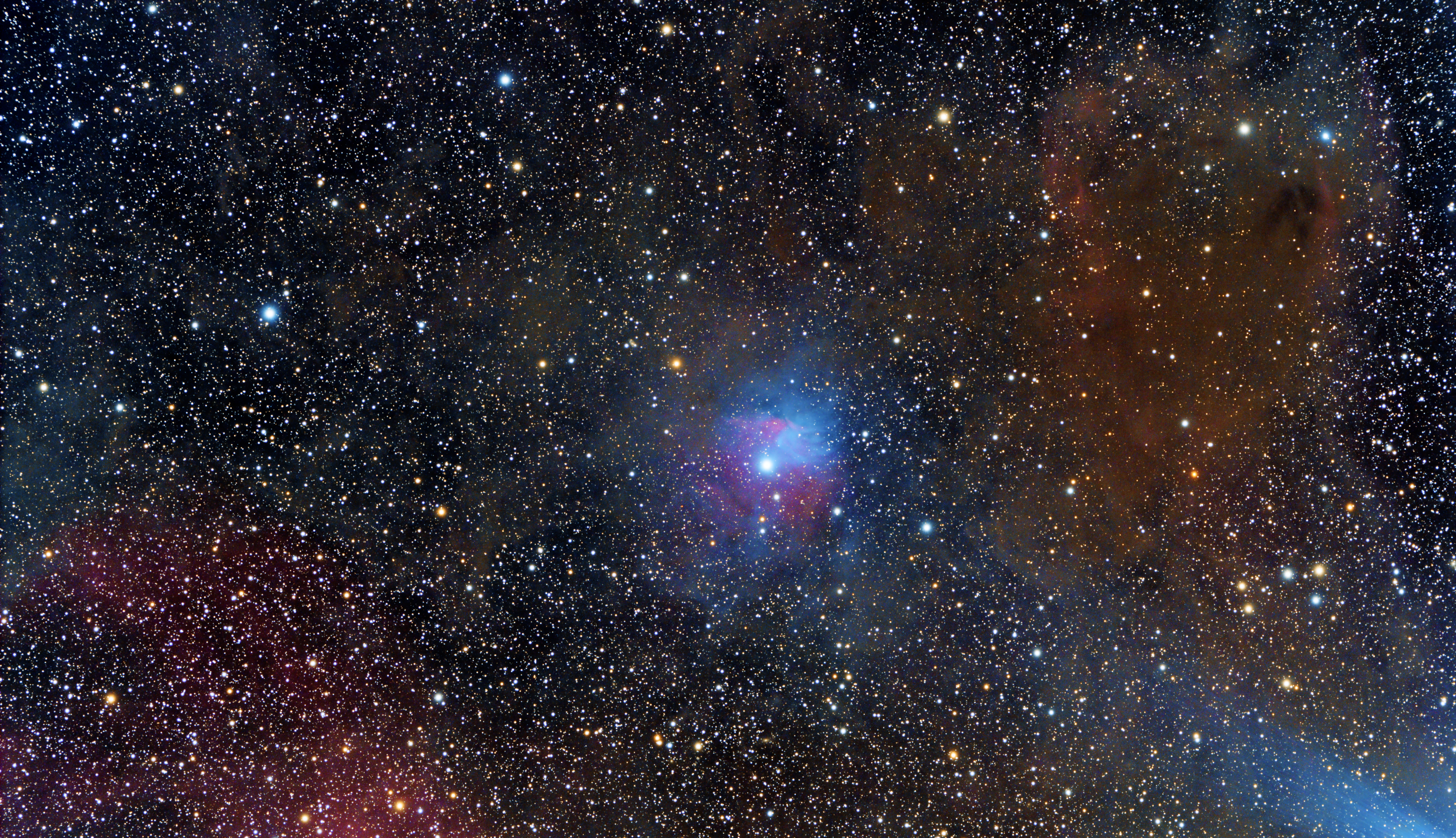
HD 34989